# Georg von Frauenfeld

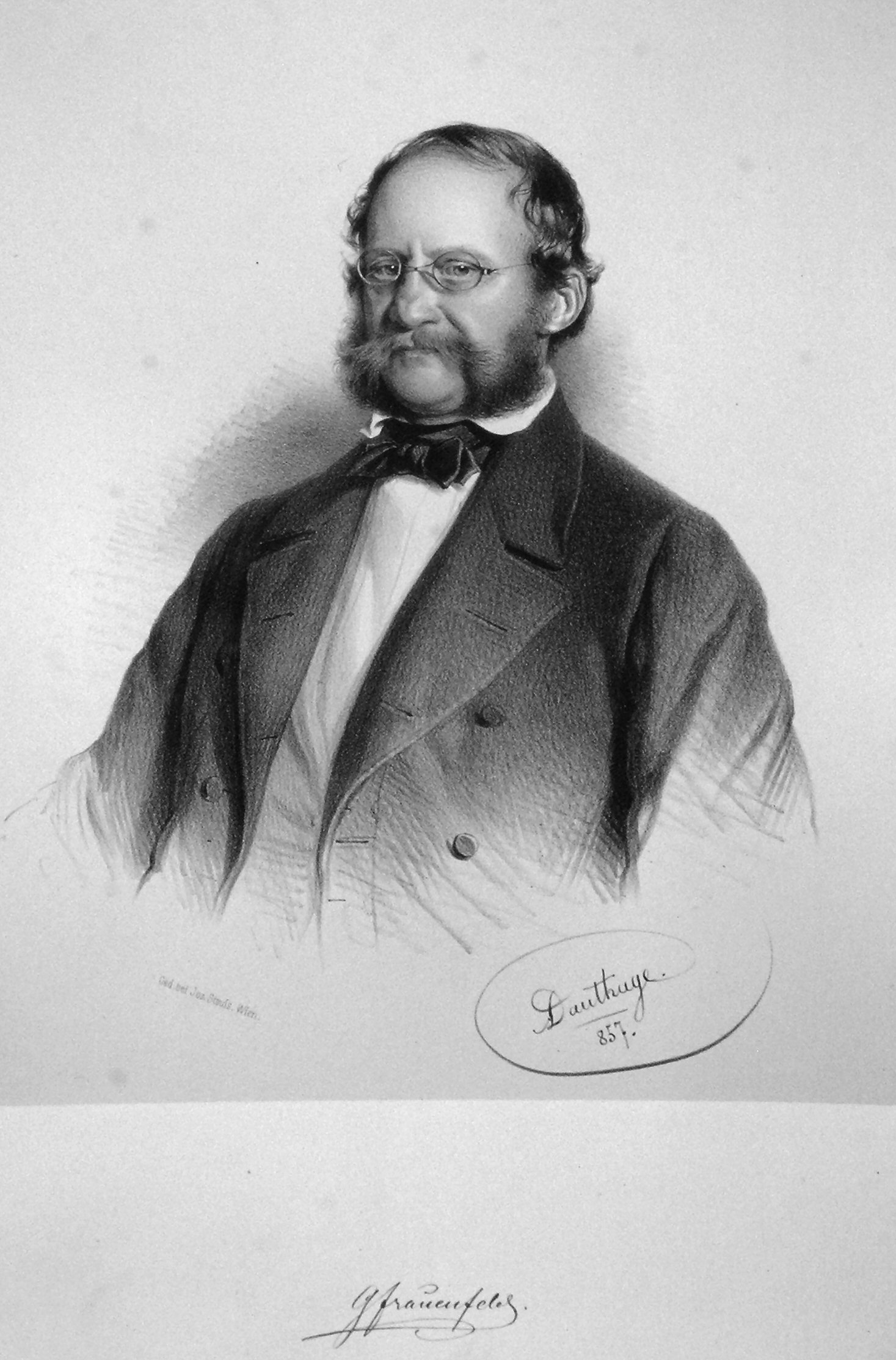
Georg von Frauenfeld, 1857

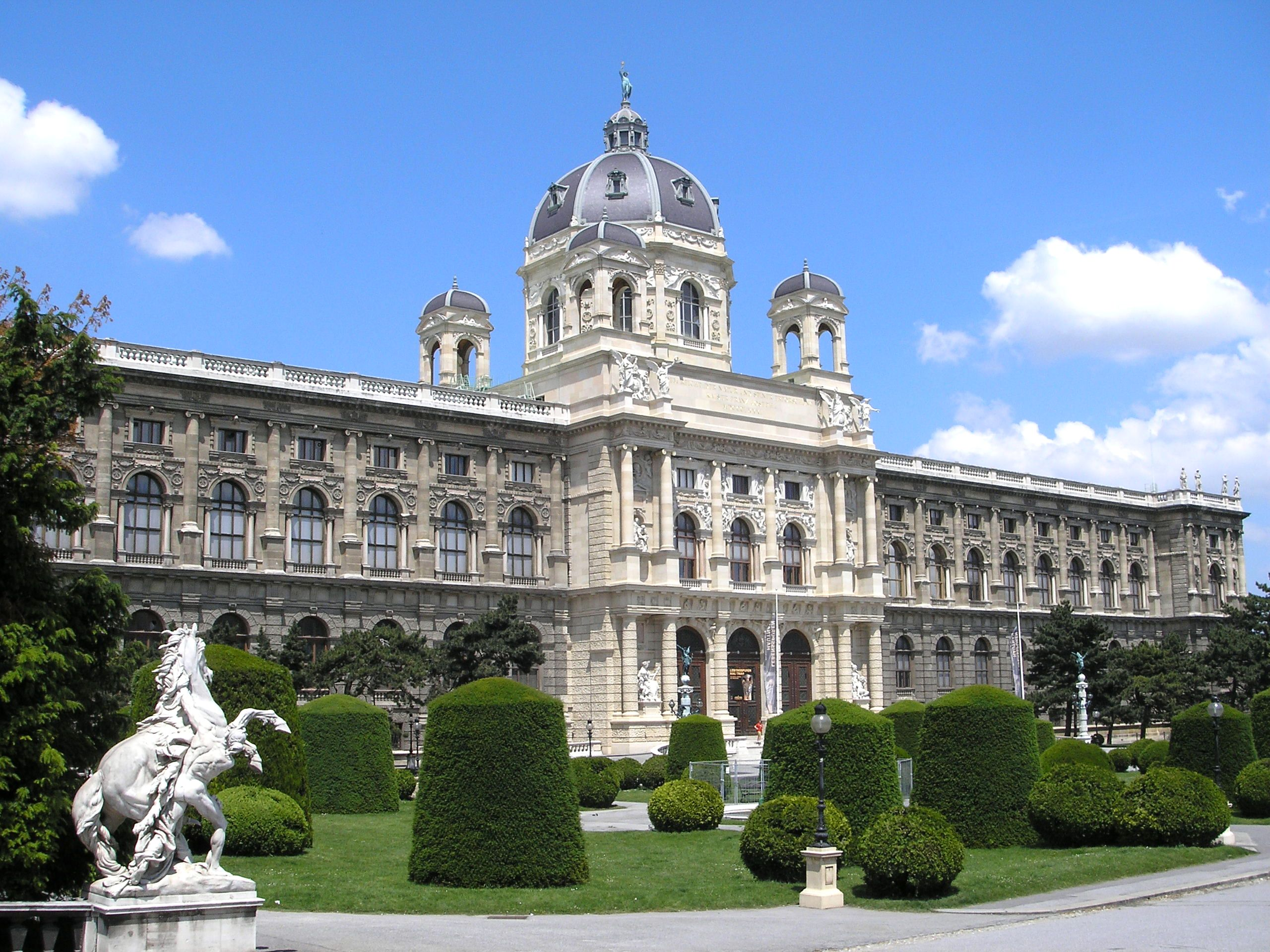
Museu de Viena

Georg von Frauenfeld  ( 1807 – 1873 ) foi um naturalista austriaco.
Participou da ampliação do Museu de Viena e foi autor de numerosas publicações.